# Antocha (Antocha) alexanderi
Antocha (Antocha) alexanderi is een tweevleugelige uit de familie steltmuggen (Limoniidae). De soort komt voor in het Oriëntaals gebied.